# 아스퍼거 증후군
아스퍼거 증후군(영어: Asperger syndrome) 혹은 아스페르거 증후군(독일어: Asperger-Syndrom)은 발달장애의 일종으로, 사회적 상호작용과 비언어적 의사소통에 어려움을 겪고 제한적·반복적인 관심사와 활동을 보이는 사람들을 통틀어 가리킨다. 다른 자폐 스펙트럼과는 달리 전반적으로 언어적 의사소통과 인지능력의 발달 지연은 발생하지 않거나 비교적 적게 발생하며, 표준 진단 기준에는 포함되어 있지 않으나 서투른 동작이나 특이한 언어사용이 흔하게 나타난다.
본래 아스퍼거 증후군은 자폐 스펙트럼 장애(ASD)의 한 종류로 여겨지며 ICD-10과 DSM-4-TR까지 별도의 진단명으로 구분되었으나, 2022년 개정되는 DSM-5 및 ICD-11에서는 자폐 스펙트럼의 일부인 것으로 여겨져 별도 분류로서는 사라지게 된다. 이 글에서는 아스퍼거 증후군이 있는 사람을 아스퍼거인으로 줄여 부르기로 한다.

## 개요
증후군의 이름은 이것을 발견한 한스 아스페르거(Hans Asperger)의 이름을 땄다. 그는 1944년 지능이 정상 수준이었으나 비언어적 의사소통에 문제가 있고 또래 아이들과의 공감을 표현하지 않으며, 사람의 몸에 관해 서투른 아이들에 대해 연구한 결과를 보고했다. 아스페르거가 보통 자폐증과는 다른 특징, 즉 정상적인 지능을 가지고 언어와 의사소통에 있어서 일반인과 차이가 없는 부류를 대상으로 한 보고서를 작성한 뒤에도 아스퍼거 증후군은 자폐증과 구분을 얻지 못했다. 그러고서 50년 후, 아스퍼거 증후군은 ICD-10에 수록되었고 DSM-IV에도 "아스퍼거 장애"(Asperger's Disorder)라는 이름으로 실렸으나, 여전히 이를 대상으로 한 많은 부분이 의문으로 남아 있다. 예로서 아스퍼거 증후군과 고기능 자폐증의 차이가 없다는 지적이 아직 이어지고, 실제 아스퍼거인의 수도 명확히 밝혀지지 않는다. 그것은 중증의 자폐와는 다르게 아스퍼거인들이 본인들의 자폐적인 특징들을 드러내지 않으며, 사회에서 배제되지 않고 정형인들에게 공격받고 살지 않기 위한 일종의 방어기제로써 마스킹이라는 행동을 자연스럽게 학습을 하여 아스퍼거인으로부터 자폐인의 이미지나 특정한 행동을 관찰하기가 쉽지 않기 때문이다.
증후군의 원인은 잘 알 수 없는 상황이지만, 연구된 결과를 보면 유전성을 띤 요인이 있는 듯하고 뇌영상 기술로써 뇌의 특정부에서 일반인과의 구조나 기능상 차이가 발견되기도 했다. 아스퍼거 증후군을 근본적으로 완치하는 단일한 방법은 알려지지 않았으나 증상을 없애고 완화하여 사회생활에 문제를 겪지 않도록 하는 것이 치료의 주 목적이 된다. 예를 들어 행동요법은 의사소통 문제나 반복 행동 문제나 신체 제어 문제 개선을 목적으로 하며, 행동이나 스트레스, 기분 등의 문제를 약물치료로 해결해 나갈 수 있다. 다만 증상 완화를 위해 사용되는 여러 방법의 유효성에 대해서는 아직 근거되는 연구결과가 충분하지 않으며 아스퍼거인의 수에 비해 치료 시도 자체가 널리 행하여지지 않는다. 아스퍼거 증후군이 있는 사람 대부분은 치료 이후에도 평생 아스퍼거증의 여러 특징을 가진 채로 세상에 적응하는 법을 학습해 나가지만, 생활의 지속에는 주변인들의 정서적인 지지가 필요할 수 있다. 연구자들과 아스퍼거인들의 노력으로, 최근 아스퍼거 증후군은 치료되어야 할 장애라기보다는 신경다양성의 일종이라고 보는 인식도 주목받고 있다.

## 분류
아스퍼거 증후군은 자폐 스펙트럼 장애(ASD)나 전반적 발달 장애라는 스펙트럼에 속하는데, 사회적 상호작용과 제한적이고 반복적인 관심사와 행동을 특징으로 보이고 이것이 생활의 전반에 있어 영향을 끼치는 증후군들을 모은 넓은 분류이다. 그 밖의 마음의 작용과 의식 상태에 관한 발달 장애처럼 ASD는 영유아기에 시작되어 호전되거나 악화하는 바가 없이 안정된 과정을 따라 진행하고 성장 과정에서 뇌에서 발생하는 변화로 말미암아 문제점이 추가로 발생한다. 그러나 개중에는 기본적으로 의사소통이 가능하고 일반인과 큰 차이가 없거나 혹은 더 높은 지능을 가진 사례가 있으며 이러한 경우를 "아스퍼거 증후군"으로 포괄하는 것이다. ASD는 포괄적 자폐표현형(broader autism phenotype, BAP)의 일부분인데, BAP에는 ASD 이외에도 일부에 한정되지 아니하고 전체에 걸쳐 사회에 관계된 결핍과 같은, 다른 사람들과 하는 의사소통을 회피하고 자기 가운데에 파묻혀 주위에서 고립되는 형질이 있는 개인들이 해당된다. 이러한 점은 때로 반사회성으로 분류되지만 반사회성 성격장애와는 분명한 차이가 존재한다.
아스퍼거 증후군이 발생하는 정확한 원인은 알려진 바가 없다. 자폐증은 나머지 4개의 ASD 중에서 아스퍼거 증후군과 여러 유사 증상이 있으나, 자폐증으로 진단받으려면 의사소통에 심각한 장애가 있어야 하고 인지발달의 지연도 필요하다. 레트 증후군과 소아기 붕괴성 장애는 일반 자폐증과 공통점이 많지만 발생하는 원인은 다른 듯하다. 이 장애들 중 세부적인 기준을 만족하게 하는 것이 없을 때는 일단 달리 분류되지 않은 전체에 걸친 발달 장애(PDD-NOS)로 진단받는다. 아스퍼거 증후군과 고기능 자폐증(지적장애가 발생하지 않는 자폐증) 사이의 구분은 불분명하다. 현재의 이러한 ASD 분류법은 질환의 실제를 제대로 반영하지 못하고 있을지도 모른다고 추측된다.

## 특징
아스퍼거 증후군은 하나의 증상이 아닌 여러 증상이 함께 나타나는 패턴으로써 인식되고 실제이고 세부까지 포함한 증상은 사회에 관계된 상호작용의 총체와 관련된 손상, 정형적이고 제한된 활동과 관심사와 임상적으로 유의미한 정도로 인지발달과 언어발달이 지연되지 않는다는 점 등이다. 제한된 주제에 격렬히 몰두, 상대의 반응을 신경쓰지 않고 떠들기, 운율과 억양의 결핍이나 서투른 동작 등도 일부에 한정되지 아니하고 전체에 걸쳐 나타나지만, 진단을 목적한 필수요소는 아니다.
일반인과 언어적 의사소통에 큰 문제가 없다는 점에서는 자폐증과 구분되며 고기능 자폐증과 같은 용어와는 구분이 모호하다. 그러나 아스퍼거 증후군의 경우 대개 자폐 증상의 정도가 약하여 취미나 성향이 같은 사람과는 잘 어울릴 수 있다는 점, 눈맞춤 회피 등이 적어 사회성이 다소 유지될 수 있다는 점 등이 차이점으로 지적되기도 한다.

### 사회에 관계된 상호작용
아스퍼거 증후군의 가장 핵심적 증상 중 하나로 타인에 대한 공감의 표현이 잘 나타나지 않는다는 점을 들 수 있다. 아스퍼거인들은 사회에 관계된 기본이 되는 상호작용에 곤란을 겪고 여기에는 자발적으로 친구를 사귀거나 사람들과 어울리는데 겪는 어려움, 감정 교환의 결핍, 눈 맞춤이나 표정, 자세, 손짓을 비롯한 비언어적 의사소통 능력의 문제 등이 포함된다.
일반적인 자폐증과는 달리, 다른 사람들과의 접촉을 반드시 거부하지 않는 아스퍼거인은 서투르더라도 사람들과 친해지려 할 수 있는데, 이때 사회적 상호작용에 부적절히 반응하여 다른 사람의 감정을 무시한다는 느낌을 주어 관계 형성에 어려움을 겪고는 한다. 그러나 본인의 모든 감각의 기능을 한곳에 집중하는 특징으로 인한 태도이며 그것이 타인을 향한 의도된 무례함과는 다르다. 예컨대 본인이 관심을 가지는 특이한 주제를 가지고 듣는 사람의 느낌이나 반응을 신경쓰지 않고 장황하게 이야기하는 것이 대표적이다. 아스퍼거 어린이들은 이론적으로는 다른 사람들의 감정을 이해하고 제한된 상황 하에서의 사회에 관계된 규칙들을 명확히 알고 말할 수 있지만, 이런 지식을 실생활에서 일어나는 상황에 잘 적용시키지 못한다. 어떤 아스퍼거인들은 사회에 관계된 상호작용을 관찰한 결과를 엄격한 규칙으로 정리하는데, 무례하거나 이상하게 보일 정도로 억지로 눈을 맞추는 등의 어색한 방법으로 규칙들을 말 그대로만 적용하여 자연스러운 의사소통에 실패하는 경우가 허다하다. 이런 이유로, 어린 시절에는 친구를 사귀려고 노력했으나 그 시도가 지속적으로 실패한 이후 친구를 만들고자 하는 관심이 사라지기도 한다.
아스퍼거인들이 폭력이나 범죄 성향이 있다는 주장이 있으나, 여러 연구자들은 이를 부정하며 오히려 아스퍼거 어린이들은 대체로 학교 폭력의 가해자이기보다는 피해자인 경향이 큰 것으로 나타났다.

### 제한적이거나 반복된 행동과 관심사
아스퍼거 증후군의 눈에 가장 띄는 특징 중 하나로, 특정한 주제에 강하게 보이는 관심이 있다. 아스퍼거인들은 공룡이나 냄비 등의 제한된 주제에 많은 정보를 수집하기도 하는데 때로는 이것에 바탕이 되는 더 넓은 주제를 이해하지 못하는 때도 있다. 예컨대 아스퍼거 어린이는 카메라의 모델 번호를 줄줄이 암기하면서도 사진술 자체에는 거의 무지할 수도 있다. 이런 행동은 보통 초등학교에 입학할 무렵에 드러난다. 시간이 지남에 따라 관심사가 바뀌기도 하지만, 보통 그 주제는 사람 대부분이 관심을 갖지 않는 특이한 것으로 유지되며 상당수는 그러한 성향이 성인기가 되어서도 지속된다. 어린 아이들이 공룡 등에 관심 갖는 것은 꽤 흔한 일이기에 이 증상은 한동안 인식되지 않을 수도 있다. 한편 관심분야가 일반 학문적 영역인 경우 남다른 재능이 높게 평가받게 되는 경우도 있으며, 오늘날 '천재들의 병'이라는 별명이 붙은 것도 이처럼 한가지 주제에 곧잘 몰두한다는 이유 때문이다.
특정한 행동을 정형화하고 계속 반복하는 것은 아스퍼거 증후군이나 기타 ASD의 진단에 핵심이다. 여기에는 손을 흔들거나 꼬는 것과 함께, 몸 전체적인 복잡한 동작도 포함된다. 그러나 이는 보통 틱보다 천천히 이루어지며, 덜 주기적이고, 덜 대칭적이다.
어느 특정한 주제나 사물에 깊고 강하게 관심을 가진다는 것은, 듣는 사람의 느낌이나 다른 사람의 시선이나 반응에 신경을 쓰지 않고 자신이 관심 주제를 이야기하는 현상으로 이어지기도 한다. 말을 있는 그대로만 이해하고 단어에 함축된 의미나 상대의 숨겨진 의도를 파악하지 못하는 등의 패턴을 자주 보인다. 이 때문에 사회생활을 하더라도 다른 사람에게 사회적으로 어딘가 어설픈 느낌이 들게끔 한다.

### 언어 사용
아스퍼거 어린이들은 언어 습득에 별다른 지연이 일어나지 않으며 성장한 뒤에도 회화에서 심각한 문제점을 보이지 않지만, 보통 그들의 언어 습득 및 사용에는 특이한 점이 여럿 나타난다. 사람에 따라 다르나 예시를 들면 장황하고 말이 많다거나, 갑작스럽게 대화의 주제를 바꾼다거나, 뉘앙스를 이해하지 못하고 문자 그대로 이해한다거나, 자기 자신에게만 유의미한 은유를 사용한다거나, 듣는 데에 문제가 있다거나, 형식에 경도되거나, 특이한 화법, 목소리의 크기나 억양, 운율, 리듬이 문장 내내 단조롭게 나타나는 것 등이 흔하다.
임상에서는 특히 어색한 운율, 자주 옆길로 새는 화법 및 장황함이라는 3가지 의사소통적 특징이 주요 관심사이다. 자폐인 만큼은 아니지만, 아스퍼거인들은 억양을 자연스럽게 조절하지 못하여 단조로운 말투를 사용하게 된다. 또한 사람에 따라서는 특이할 정도로 빠르거나, 갑작스럽거나, 시끄러운 말투를 사용하기도 한다. 아스퍼거인들은 대화할 때 듣는 이가 지겨워할 만한 주제에 대해 열심히 혼잣말을 하거나 문맥에 맞지 않게 말하거나 마음속의 생각을 별 생각 없이 내뱉는 등, 무슨 말하는지 종잡기 힘들다는 인상을 준다. 특히 그 사람들은 듣는 사람이 대화 내용에 관심이 있는지 적절히 관찰하지 못하기도 한다. 그 사람들은 자신이 말하는 내용의 결론을 내지 않기도 하는데, 이럴 때 듣는 이가 대화의 내용을 바로잡으려 하거나 원래의 주제로 돌아가려 노력해도 쉽게 성공하지 못한다.
아스퍼거 어린이들은 어린 나이에 유식을 과시하는 상당히 어려운 단어들을 사용하여, "꼬마 교수님"이라고 불리기도 하나 그 어린이들은 비유하는 언어를 잘 이해하지 못하고 언어를 문자 그대로 의미로 해석하는 경향이 있다. 아스퍼거인들은 유머나 풍자나 놀려대기처럼 언어를 문자 그대로 받아들이지 말아야 하는 영역에 잘 적응하지 못하는 듯하다. 아스퍼거인들은 보통 유머라는 것의 인지적 원리를 이해하기는 하지만, 추정하건대 유머의 의도를 이해하지 못해서 이것을 즐길 수 없는 때도 있다. 일반인과의 의사소통이 가능한데도 농담과 장난을 그대로 받아들이지 못하여 감정의 갈등이 유발되기도 한다.

### 기타
증상의 세부 사항은 사람에 따라 천차만별이므로 진단 기준과는 무관하나, 아래에서 나열할 아스퍼거인들의 특징은 한편으로 본인과 가족에게 상당히 중요한 영향을 미칠 수 있다. 세부적으로는 지각 능력의 특이성이나 운동 기술이나 수면, 감정이나 공감능력, 사회생활 등에 있어서 다양한 특징들이 보인다.
아스퍼거인들은 시력이나 청력이 민감한 때가 잦다. 많은 아스퍼거 어린이들은 대상이나 그림의 나열 패턴 등이 미세하게 변하는 것을 일반 어린이들보다 손쉽게 지각해낸다. 아스퍼거인이나 자폐 스펙트럼 장애인들 스스로의 기술에서는, 그 밖에도 특이한 감각이나 지각 능력 및 경험 등이 나타난다. 그들은 소리, 빛, 접촉, 감촉, 맛, 냄새, 통증, 온도 및 그 밖의 자극에 대해 지나치게 민감하거나 또는 지나치게 둔감한 경우가 많다. 또한 그들에게는 냄새가 색상의 지각을 일으키는 등의 공감각이 나타날 수도 있다. 이와 같은 감각반응은 아스퍼거 증후군이나 자폐 스펙트럼 장애에만 한정된 것이 아니며, 다른 발달장애에서도 일부에 한정되지 아니하고 전체에 걸쳐 나타나는 현상이다. 자폐증이 투쟁 도주 반응의 발생을 증가하게 한다거나 습관화를 방해한다는 주장은 근거가 없고 오히려 감각 자극에 반응하는 성질이 감소한다는 증거 쪽이 더 많고 그 밖의 많은 연구 결과는 아무런 차이도 없음을 나타낸다.
한스 아스페르거의 초기 보고 및 그 밖의 진단 기준들은 서투른 동작을 대상으로 한 묘사를 포함한다. 아스퍼거 어린이들은 자전거를 타는 것이나 뚜껑을 열듯이 복잡한 동작을 요하는 기술을 늦게 습득하는 경향이 있고 어색하게 움직이거나 "자기 몸에 익숙하지 않다."라고 느끼기도 하며, 몸이 보조가 잘 맞지 않아 이상하고 발걸음이나 자세가 불안정하거나 글씨를 잘 못 쓰고 시각과 행동을 잘 연결하지 못하는 등이다. 운동신경 장애나 균형 잡기 실패, 앞꿈치 걸음, 무지 병치[finger-thumb apposition] 등 자기수용체에 문제를 보일 수도 있다. 행동 기술에 관계된 이런 문제점이 아스퍼거 증후군을 기타 고기능 자폐 스펙트럼 장애와 구분하게 한다는 증거는 없다.
아스퍼거 어린이들은 밤에 잘 잠들지 못한다거나 밤중이나 이른 아침에 자주 깨어나는 등 수면장애가 있을 확률이 높다. 또한 아스퍼거 증후군은 높은 수준의 감정표현 불능증과 연관이 있다. 이와 같이 아스퍼거 증후군과 수면 장애 및 감정표현 불능증 사이에 상관관계가 있다는 것은 알려져 있으나, 이들 사이의 인과관계는 불확실하다.
아스퍼거 증후군 환자의 가족력은 정확히 알려지지는 않았으나 아스퍼거 환자의 부모나 조부모 중 한 사람이 아스퍼거 증후군 환자인 경우 발현 가능성이 높은 등 유전적인 요인과도 연관이 있는 것으로 추정되고 있다.

## 진단
소아에 대해서는 일반 소아의가 실시할 수 있는 간단한 검진으로써 자세한 조사를 요하는 증상을 발견할 수 있는데, 실제로 아스퍼거 어린이의 부모들은 보통 아이의 특이성을 30개월 무렵까지 거슬러 올라갈 수 있다. 아스퍼거 증후군의 검진에는 여러 검진 도구가 사용되는데, 구체적으로는 아스퍼거 증후군 진단 척도(ASDS), 자폐 스펙트럼 검진 질문서(ASSQ), 소아기 아스퍼거 증후군 검사(CAST), 길리엄 아스퍼거 장애 척도(GADS), 크루그 아스퍼거 장애 지수(KADI), 그리고 자폐 스펙트럼 지수(AQ)가 있다. 이 중 어느 것도 아스퍼거 증후군과 그 밖의 ASD들을 신빙성 있게 구분해준다는 증거가 발견되지 않았다.
표준 진단 기준은 사회에 관계된 상호작용의 장애와 반복되고 정형화한 행동과 활동과 관심사의 패턴과 언어·인지 발달 지연의 부재로 구성된다. 국제 표준과는 달리, 미국에서 사용되는 기준은 매일의 활동에서 심각한 장애가 있을 것을 추가적으로 요구한다. 그 밖에도 페테르 서트머리나 길버그 부부가 제안한 진단 기준이 있다.
진단은 보통 4세에서 11세 사이에 이루어지나, 언어나 인지능력에 지연이 적어 청소년기나 성인기가 되어서야 진단되기도 한다. 진단은 다양한 전공 분야로 구성된 조직이 다양한 환경에서의 관찰과 함께, 신경학과 유전학에 기초한 평가, 인지 검사, 심리 운동 검사, 언어성·비언어성 강점과 약점, 학습 양식, 독립적인 생활 능력 등을 종합해 평가돼야 한다. ASD를 대상으로 한 현재의 표준 진단 기준은 임상에 기초한 판단과 자폐증 진단 면접 개정판(ADI-R, 부모를 대상으로 한 체계 있는 면접이다)과 자폐증 진단 관찰 일정(ADOS, 아이와의 놀이 중심의 대화로 이루어진다)을 병용한다. 진단이 늦어지거나 잘못된 진단을 내릴 경우 환자 개인과 가족에게 큰 손실이 될 수 있다. 예컨대 오진으로 처방받은 약 탓에 상태가 악화할 수도 있다. 많은 아스퍼거 어린이들은 처음에는 주의력결핍과잉행동장애(ADHD)로 오진받는다. 표준이 되는 진단 기준이 어린이에 맞춰져 있고 아스퍼거 증후군의 증상은 나이에 따라 변하므로, 성인을 대상으로 한 진단은 더욱 어려워진다. 이렇듯 오진이 잦아 감별에 주의해야 할 질환으로는 여타 ASD를 비롯하여 조현병 스펙트럼, ADHD, 강박장애, 우울장애, 비언어적 학습 장애, 투렛 증후군, 상동증적 운동장애나 양극성 장애 등이 있다.

## 관련 서적

### 전문가가 저술한 서적
- 아스퍼거 증후군 아이들 - 세상과 소통을 꿈꾸는 (토니 애트우드 저) ISBN 89-5820-059-6
- 아스퍼거 증후군 (브렌다 스미스 마일스) ISBN 89-5891-341-X
- 자폐증과 아스퍼거증후군 아동 - 치료자와 부모를 위한 지침서 (퍼트리샤 하울린) ISBN 89-90685-74-5
- 고양이는 모두 아스퍼거 증후군이다 (캐시 후프먼) ISBN 978-89-89315-37-7

### 아스퍼거 증후군 당사자의 부모가 저술한 서적
- 나의 라디오 아들 (바버라 러셀) ISBN 89-5596-174-X
- 아스퍼거 증후군 아들을 키우며 (레이먼드 L. 반힐) ISBN 89-7821-229-8
- 아스퍼거 패밀리가 사는 법 (크리스티 사카이) ISBN 9788993143300

### 아스퍼거인이 직접 저술한 서적
- 고릴라 왕국에서 온 아이 (던 프린스-휴즈) ISBN 89-378-3115-5
- 아스퍼거 증후군이 아닌 척하다 (리안 홀러데이 윌리) ISBN 9788968661822
- 별종 괴짜 그리고 아스퍼거 증후군 (루크 잭슨) ISBN 978-89-93510-17-1
- 나를 똑바로 봐 (존 엘더 로비슨) ISBN 9788988404829
- 제가 좀 별나긴 합니다만 (쥘리 다셰[46]) ISBN 9791186921449

### 기타 아스퍼거 증후군과 관련된 언급이 있는 서적
- 한밤중에 개에게 일어난 의문의 사건 (마크 헤이던) ISBN 1400032717
- 탐정 콜린 피셔 (애슐리 애드워드 밀러, 잭 스텐츠) ISBN 978-89-527-8674-6
- 깃털 도둑 (커크 월리스 존슨, 흐름출판) 원제 The Feather Thief ISBN 978-89-6596-319-6

## 같이 보기
- 자폐증
- 자폐 스펙트럼
- 고기능 자폐증
- 자폐권 운동
- 신경다양성